# Mesochorus semirufus
Mesochorus semirufus là một loài tò vò trong họ Ichneumonidae.